# Tabaco y gestación

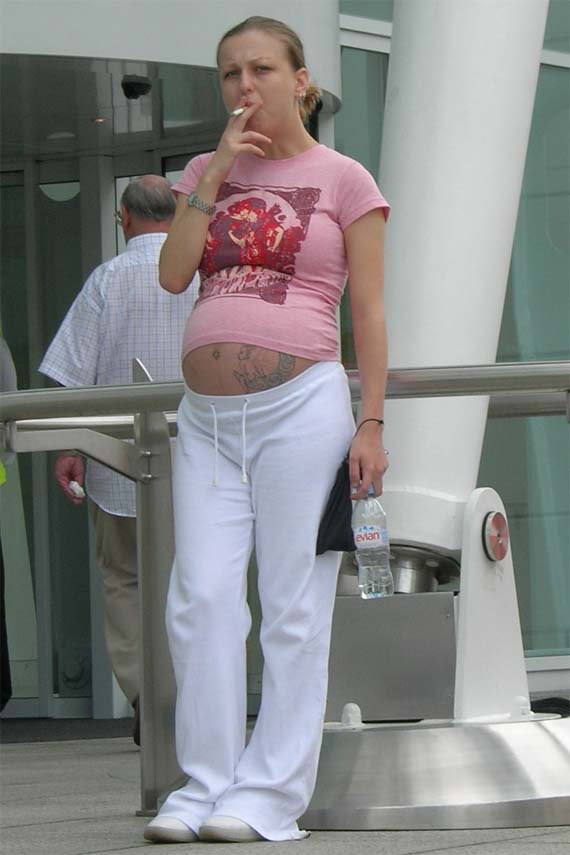
Mujer embarazada fumando en el exterior de un hospital de Londres

Fumar tabaco durante el embarazo provoca numerosos efectos perjudiciales para la salud y la reproducción, además de los efectos generales del tabaco sobre la salud. Varios estudios han demostrado que el consumo de tabaco es un factor importante de abortos espontáneos entre las fumadoras embarazadas y que contribuye a una serie de otras amenazas para la salud del feto.
Debido a los riesgos asociados, se aconseja no fumar antes, durante ni después del embarazo. Sin embargo, si no se puede dejar de fumar, reducir el número diario de cigarrillos puede minimizar los riesgos tanto para la madre como para el niño. Esto es especialmente cierto en el caso de las personas de los países en desarrollo, donde la lactancia materna es esencial para el estado nutricional general del niño.

## Antes del embarazo
Se aconseja a las mujeres embarazadas o que planean quedarse embarazadas que dejen de fumar. Es importante examinar estos efectos porque fumar antes, durante y después del embarazo no es un comportamiento inusual entre la población general y, como consecuencia, puede tener efectos perjudiciales para la salud, especialmente de la madre y el niño. En 2011, aproximadamente el 10 % de las mujeres embarazadas, en base a los datos recogidos en 24 estados de EE. UU., declararon haber fumado durante los últimos tres meses de su embarazo.
Según un metaanálisis de 1999 publicado en el American Journal of Preventive Medicine, fumar antes del embarazo está estrechamente relacionado con un mayor riesgo de desarrollar un embarazo ectópico.

## Durante el embarazo
Según un estudio realizado en 2008 por el sistema de monitorización de riesgos durante el embarazo (Pregnancy Risk Assessment Monitoring System, PRAMS) en el que se entrevistó a personas de 26 estados de Estados Unidos, aproximadamente el 13 % de las mujeres declararon haber fumado durante los tres últimos meses de embarazo. De las mujeres que fumaron durante los últimos tres meses de embarazo, el 52 % declaró fumar cinco cigarrillos o menos al día, el 27 % declaró fumar de seis a diez cigarrillos al día y el 21 % declaró fumar once cigarrillos o más al día.
En Estados Unidos, las mujeres cuyos embarazos no fueron deseados tienen un 30 % más de probabilidades de fumar durante el embarazo que aquellas cuyos embarazos fueron deseados.

### Efectos en el embarazo en curso
Fumar durante el embarazo puede acarrear numerosos riesgos para la salud y provocar daños tanto a la madre como al feto. Las mujeres que fuman durante el embarazo tienen el doble de probabilidades de sufrir las siguientes complicaciones del embarazo:
- Rotura prematura de membranas, lo que significa que la bolsa amniótica se romperá antes de tiempo e inducirá el parto antes de que el bebé esté completamente desarrollado. Aunque esta complicación suele tener buen pronóstico (en los países occidentales), causa estrés, ya que el niño prematuro puede tener que permanecer en el hospital para ganar salud y fuerza y poder mantener su vida por sí mismo.
- Desprendimiento prematuro de placenta, en el que se produce una separación prematura de la placenta del lugar de fijación. El feto puede sufrir sufrimiento e incluso morir. La madre puede perder sangre y sufrir una hemorragia, y puede necesitar una transfusión sanguínea.
- La placenta previa es una afección en la que la placenta crece en la parte más baja del útero y cubre total o parcialmente la abertura del cuello uterino.[11] Tener placenta previa también supone un estrés económico porque obliga a hacer una cesárea, lo que requiere un periodo de recuperación más largo en el hospital. También puede haber complicaciones, como hemorragias.

Según un metaanálisis de 1999 publicado en el American Journal of Preventive Medicine, fumar durante el embarazo está relacionado con un menor riesgo de desarrollar preeclampsia.

#### Parto prematuro
Algunos estudios muestran que la probabilidad de parto prematuro es aproximadamente un 50 % mayor en las mujeres que fuman durante el embarazo, pasando del 8 % al 11 %.

#### Consecuencias para el cordón umbilical
Fumar también puede perjudicar el desarrollo general de la placenta, lo cual es problemático porque reduce el flujo sanguíneo al feto. Cuando la placenta no se desarrolla completamente, el cordón umbilical, que transfiere oxígeno y nutrientes de la sangre de la madre al feto, no puede transferir suficiente oxígeno y nutrientes, por lo que el feto no podrá crecer y desarrollarse plenamente. Estas afecciones pueden provocar hemorragias intensas durante el parto que pueden poner en peligro a la madre y al bebé, aunque el parto por cesárea puede evitar la mayoría de las muertes.

#### Hipertensión inducida por el embarazo
Existen pruebas limitadas de que fumar reduce la incidencia de la hipertensión inducida por el embarazo, pero no cuando el embarazo es de múltiples bebés (es decir, no tiene ningún efecto en gemelos, trillizos, etc.).

#### Trastornos con tics
Otros efectos del tabaquismo materno durante el embarazo incluyen un mayor riesgo de síndrome de Tourette y trastornos con tics. Existe una relación entre los trastornos crónicos por tics, que incluyen el síndrome de Tourette y otros trastornos como el TDAH y el TOC. Según un estudio publicado en 2016 en el Journal of the American Academy of Child and Adolescent Psychiatry, existe un riesgo especialmente alto de que los niños nazcan con un trastorno crónico de tics si su madre es una fumadora empedernida. El tabaquismo empedernido se define como el consumo de diez o más cigarrillos al día. Los investigadores han descubierto que el riesgo de que el niño padezca un trastorno de tics crónico aumenta hasta en un 66 % con este consumo excesivo de tabaco. El tabaquismo materno durante el embarazo también se asocia a trastornos psiquiátricos como el TDAH. En cuanto al aumento del riesgo de padecer el síndrome de Tourette, este es mayor cuando también existen dos o más trastornos psiquiátricos, ya que el tabaquismo materno conlleva una mayor probabilidad de padecer un trastorno psiquiátrico.

#### Labio leporino
Las mujeres embarazadas que fuman pueden correr el riesgo de tener un hijo con labio leporino.

### Después del nacimiento

#### Bajo peso al nacer
Fumar durante el embarazo puede provocar bajo peso al nacer, así como malformaciones en el feto. Fumar casi duplica el riesgo de tener bebés con bajo peso al nacer. En 2004, el 11,9 % de los bebés nacidos de fumadoras tenían bajo peso al nacer, en comparación con solo el 7,2 % de los bebés nacidos de no fumadoras. Más concretamente, los bebés nacidos de fumadores pesan una media de 200 gramos menos que los nacidos de personas que no fuman.
La nicotina del humo del tabaco contrae los vasos sanguíneos de la placenta y el monóxido de carbono, que es venenoso, entra en el torrente sanguíneo del feto, sustituyendo algunas de las valiosas moléculas de oxígeno transportadas por la hemoglobina de los glóbulos rojos. Además, como el feto no puede exhalar el humo, tiene que esperar a que la placenta lo elimine. Estos efectos explican el hecho de que, por término medio, los bebés de madres fumadoras suelan nacer antes de tiempo y tengan un peso bajo al nacer (menos de 2,5 kilogramos o 5,5 libras), lo que aumenta las probabilidades de que el bebé enferme o muera.
Los bebés prematuros y con bajo peso al nacer se enfrentan a un mayor riesgo de sufrir enfermedades graves, ya que los recién nacidos tienen discapacidades crónicas de por vida, como parálisis cerebral (un conjunto de afecciones motoras que causan discapacidades físicas), discapacidades intelectuales y problemas de aprendizaje.
Si fuma durante el primer trimestre (fase de organogénesis), el periodo en el que se desarrollan los órganos y sistemas del bebé, se verá afectado. Existe una probabilidad entre un 50 y un 80 % de que el feto tenga un defecto congénito.

#### Síndrome de muerte súbita del lactante
El síndrome de muerte súbita del lactante (SMSL) es la muerte repentina e inexplicable de un bebé, según sus antecedentes. La muerte tampoco tiene explicación tras la autopsia. Los lactantes expuestos al humo del tabaco, tanto durante el embarazo como después del nacimiento, presentan un mayor riesgo de SMSL, debido al aumento de los niveles de nicotina que suele observarse en los casos de SMSL. Los bebés expuestos al humo durante el embarazo tienen hasta tres veces más probabilidades de morir por SMSL que los niños nacidos de madres no fumadoras.
| Defecto                     | Razón de momios |
| --------------------------- | --------------- |
| cardiopatías                | 1.09            |
| defecto musculoesquelético  | 1.16            |
| reducción de extremidades   | 1.26            |
| dedos faltantes/extras      | 1.18            |
| pie equinovaro              | 1.28            |
| craneosinostosis            | 1.33            |
| defectos faciales           | 1.19            |
| defectos oculares           | 1.25            |
| labio leporino              | 1.28            |
| defectos gastrointestinales | 1.27            |
| gastrosquisis               | 1.50            |
| atresia anal                | 1.20            |
| hernia                      | 1.40            |
| criptorquidia               | 1.13            |
| hipospadias                 | 0.90            |
| defectos en la piel         | 0.82            |

#### Otros defectos congénitos
Fumar también puede causar otros defectos congénitos, como la reducción del perímetro cefálico, la alteración del desarrollo del tronco encefálico, la alteración de la estructura pulmonar y la parálisis cerebral. Recientemente, el Servicio de Salud Pública de Estados Unidos informó de que si todas las mujeres embarazadas del país dejaran de fumar, se produciría una reducción estimada del 11 % de los mortinatos y del 5 % de las muertes de recién nacidos.

#### Obesidad futura
Un estudio reciente ha propuesto que el tabaquismo materno durante el embarazo puede conducir a la obesidad futura de los adolescentes. Aunque no se encontraron diferencias significativas entre los adolescentes jóvenes con madres fumadoras y los adolescentes jóvenes con madres no fumadoras, se observó que los adolescentes mayores con madres fumadoras tenían, de media, un 26 % más de grasa corporal y un 33 % más de grasa abdominal que los adolescentes de edad similar con madres no fumadoras. Este aumento de la grasa corporal puede deberse a los efectos del tabaquismo durante el embarazo, que se cree que influye en la programación genética del feto en relación con la obesidad. Aunque actualmente se desconoce el mecanismo exacto de esta diferencia, estudios realizados en animales han indicado que la nicotina puede afectar a las funciones cerebrales relacionadas con los impulsos alimentarios y el metabolismo energético. Estas diferencias parecen tener un efecto significativo en el mantenimiento de un peso normal y saludable. Como consecuencia de esta alteración de las funciones cerebrales, la obesidad en la adolescencia puede provocar a su vez diversos problemas de salud, como la diabetes (una afección en la que el nivel de glucosa en sangre del individuo afectado es demasiado alto y su organismo es incapaz de regularlo), la hipertensión (tensión arterial alta) y las enfermedades cardiovasculares (cualquier afección relacionada con el corazón, pero más comúnmente el engrosamiento de las arterias debido a la acumulación de depósitos de grasa).

### Dejar de fumar durante el embarazo
Según un estudio de 2010 publicado en el European Journal of Pediatrics, dejar de fumar durante cualquier momento del embarazo reduce el riesgo de resultados negativos en comparación con fumar durante los nueve meses de embarazo, especialmente si se hace durante el primer trimestre. El estudio descubrió que las futuras madres que fuman en cualquier momento del primer trimestre aumentan el riesgo de que su hijo desarrolle defectos congénitos, sobre todo cardiopatías congénitas, en comparación con las futuras madres que nunca han fumado. El estudio también descubrió que el riesgo que corre el hijo de la futura madre aumenta tanto con la cantidad de cigarrillos fumados como con la duración del embarazo durante el cual la madre sigue fumando. Según el estudio, las mujeres que dejan de fumar durante el resto del embarazo obtienen resultados más positivos que las que siguen fumando.
Existen muchos recursos para ayudar a las mujeres embarazadas a dejar de fumar, como el asesoramiento y los tratamientos farmacológicos. Para las fumadoras no embarazadas, una ayuda a menudo recomendada para dejar de fumar es el uso de la terapia de sustitución de nicotina (TSN) en forma de parches, chicles, inhaladores, pastillas, aerosoles o comprimidos sublinguales. Sin embargo, la TSN suministra nicotina al feto en el útero. Para algunas fumadoras embarazadas, la TSN puede seguir siendo la solución más beneficiosa y útil para dejar de fumar. Las investigaciones realizadas en el Reino Unido también han demostrado que los cigarrillos electrónicos podrían ser más eficaces que los parches de nicotina y, por lo tanto, podrían mejorar los resultados del embarazo. Es importante que las fumadoras hablen con su médico para determinar cuál es la mejor forma de actuar de forma individual.

## Después del embarazo
Se ha descubierto que los bebés expuestos al humo, tanto durante el embarazo como después del parto, tienen más riesgo de sufrir el síndrome de muerte súbita del lactante (SMSL).

### Lactancia materna
Si se sigue fumando después del parto, sigue siendo más beneficioso dar el pecho que evitar por completo esta práctica. Existen pruebas de que la lactancia materna ofrece protección contra muchas enfermedades infecciosas, especialmente la diarrea. Incluso en los bebés expuestos a los efectos nocivos de la nicotina a través de la leche materna, la probabilidad de padecer enfermedades respiratorias agudas disminuye significativamente en comparación con los bebés cuyas madres fumaban, pero les dieron leche artificial. En cualquier caso, los beneficios de la lactancia materna superan los riesgos de la exposición a la nicotina.

### Tabaquismo pasivo
El tabaquismo pasivo se asocia a muchos riesgos para los niños, como el síndrome de muerte súbita del lactante (SMSL), asma, infecciones pulmonares, deterioro de la función respiratoria y retraso del crecimiento pulmonar, enfermedad de Crohn, dificultades de aprendizaje y efectos neuroconductuales, aumento de la caries, y mayor riesgo de infecciones del oído medio.

## Efecto multigeneracional
El hecho de que una abuela fumadora durante el embarazo de su hija transmita un mayor riesgo de asma a sus nietos, aunque la madre de segunda generación no fume. También se ha demostrado el efecto epigenético multigeneracional de la nicotina sobre la función pulmonar.